# Technomyrmex gilvus
Technomyrmex gilvus är en myrart som beskrevs av Horace Donisthorpe 1941. Technomyrmex gilvus ingår i släktet Technomyrmex och familjen myror. Inga underarter finns listade i Catalogue of Life.